# EuroDreams

Karte der an EuroDreams teilnehmenden Länder

EuroDreams ist eine Mehrstaatenlotterie, die seit dem 30. Oktober 2023 gespielt werden kann. Am 6. November 2023 fand die erste Ziehung statt. Länder, die an der europäischen Lotterie bisher teilnehmen, sind Spanien, Frankreich, Österreich, Belgien, Irland, Luxemburg, Portugal und die Schweiz.
Bei EuroDreams werden sechs aus 40 Zahlen und eine aus fünf Traumzahlen gewählt. Anstelle eines einmaligen Hauptgewinns wie in anderen Lotterien werden im ersten und zweiten Gewinnrang monatliche Ratenzahlungen über einen bestimmten Zeitraum angeboten. Die Gewinnsummen in diesen beiden Rängen sind fest und erhöhen sich nicht, wenn die Kombination einer vorausgehenden Ziehung nicht gewonnen wurde.
Die Gewinnzahlen werden elektronisch von Française des Jeux (FDJ) zwei Mal pro Woche (Montag und Donnerstag) gezogen. Ein ausgefülltes Tippfeld, also sechs Zahlen und eine Traumzahl kostet 2,50 Euro und in der Schweiz CHF 3,00.
In Frankreich hat die Autorité nationale des jeux (kurz ANJ) als nationale Spielbehörde der Française des Jeux verboten, im ersten Betriebsjahr Sonderziehungen in Form eines Superjackpots durchzuführen. Die ANJ hat auch die Werbung rund um das Glücksspiel eingeschränkt. So darf nicht mit „lebenslangen Gewinn“ oder der Möglichkeit, seinen Lebensunterhalt zu verdienen oder als Alternative zur Arbeit geworben werden.

## Gewinnränge und Chancen
Es gibt insgesamt sechs Gewinnränge, wobei die Traumzahl nur in der ersten Gewinnstufe ins Spiel kommt. Der Gewinn im ersten Rang beträgt 20.000 Euro (in der Schweiz CHF 22.222) pro Monat für einen Zeitraum von 30 Jahren. Dieser Preis gilt für maximal drei Gewinne. Gibt es mehr als drei Gewinne in diesem Gewinnrang, wird die gesamte Gewinnsumme (21,6 Mio. Euro) auf die Anzahl der Gewinne aufgeteilt und die Summe als Einmalzahlung ausbezahlt. Im zweiten Rang kann 2.000 Euro (CHF 2.222) pro Monat während 5 Jahren gewonnen werden. Diese monatliche Ratenzahlung ist garantiert für bis zu 12 Gewinne. Falls es mehr Gewinne gibt, wird auch hier die Gesamtsumme (1,44 Mio. Euro) auf die Anzahl der Gewinne aufgeteilt. Die restlichen Gewinnränge, mit Ausnahme des sechsten Gewinnrangs, basieren auf dem Totalisatorprinzip. Im letzten Gewinnrang gibt es eine fixe Gewinnsumme. Die gesamte Ausschüttungsquote beträgt 52 %.
| Gewinnrang | Nummern                  | Gewinnwahrscheinlichkeit | Art des Gewinns | Gewinnsumme                                               |
| ---------- | ------------------------ | ------------------------ | --------------- | --------------------------------------------------------- |
| 1. Rang    | 6 Richtige + 1 Traumzahl | 1:19.191.900             | fest            | 20.000 Euro monatlich für 30 Jahre                        |
| 2. Rang    | 6 Richtige               | 1:4.797.975              | fest            | 2.000 Euro monatlich für 5 Jahre                          |
| 3. Rang    | 5 Richtige               | 1:18.815,59              | variabel        | 103,49 Euro (durchschnittlich erwartete Quote pro Gewinn) |
| 4. Rang    | 4 Richtige               | 1:456,15                 | variabel        | 40,48 Euro (durchschnittlich erwartete Quote pro Gewinn)  |
| 5. Rang    | 3 Richtige               | 1:32,07                  | variabel        | 5,29 Euro (durchschnittlich erwartete Quote pro Gewinn)   |
| 6. Rang    | 2 Richtige               | 1:5,52                   | fest            | 2,50 Euro                                                 |

Die Gesamtgewinnchance pro Einsatz von 2,50 Euro ist 1 zu 4,66.